# 南越文王墓

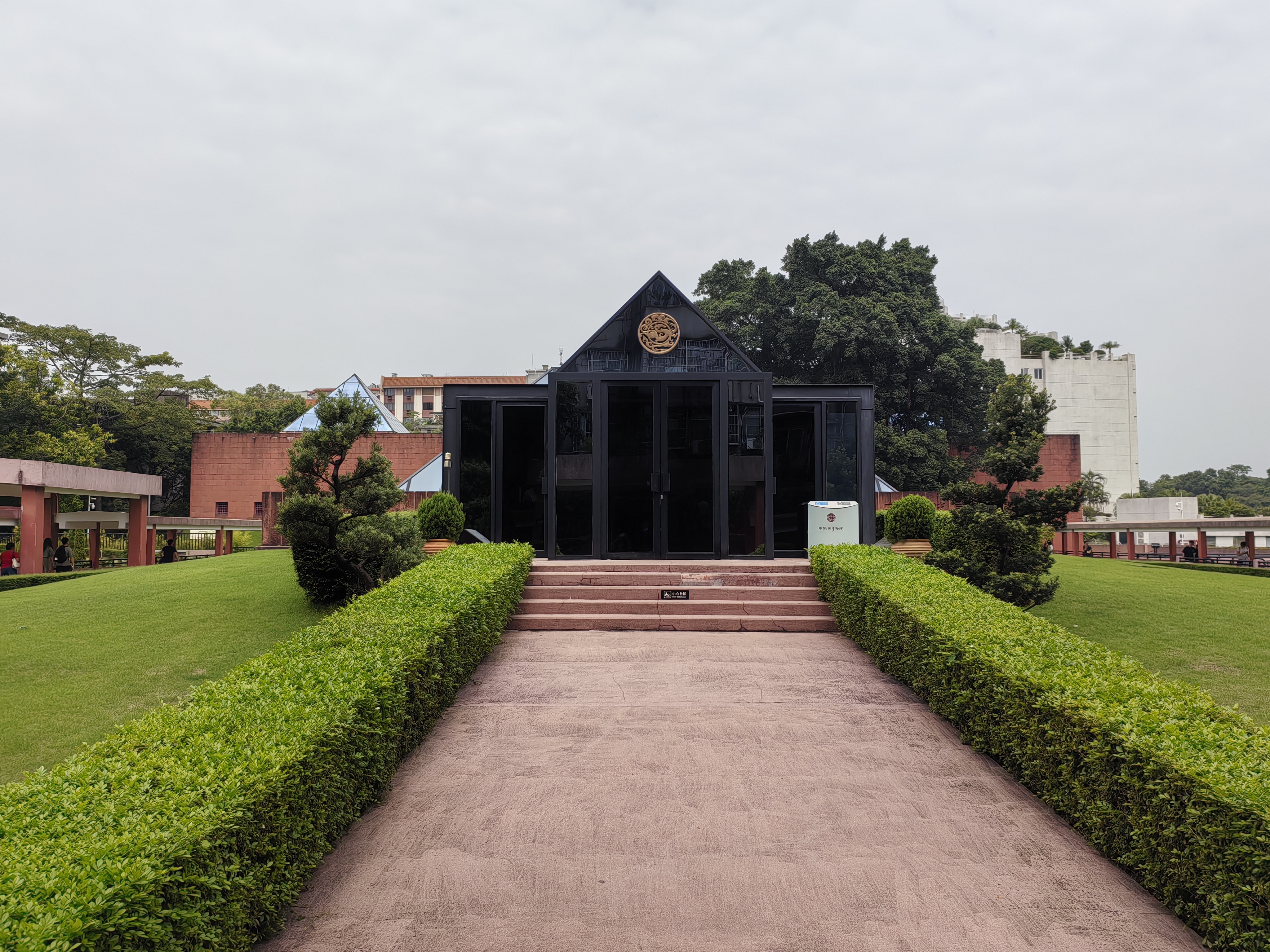
南越文王墓外部

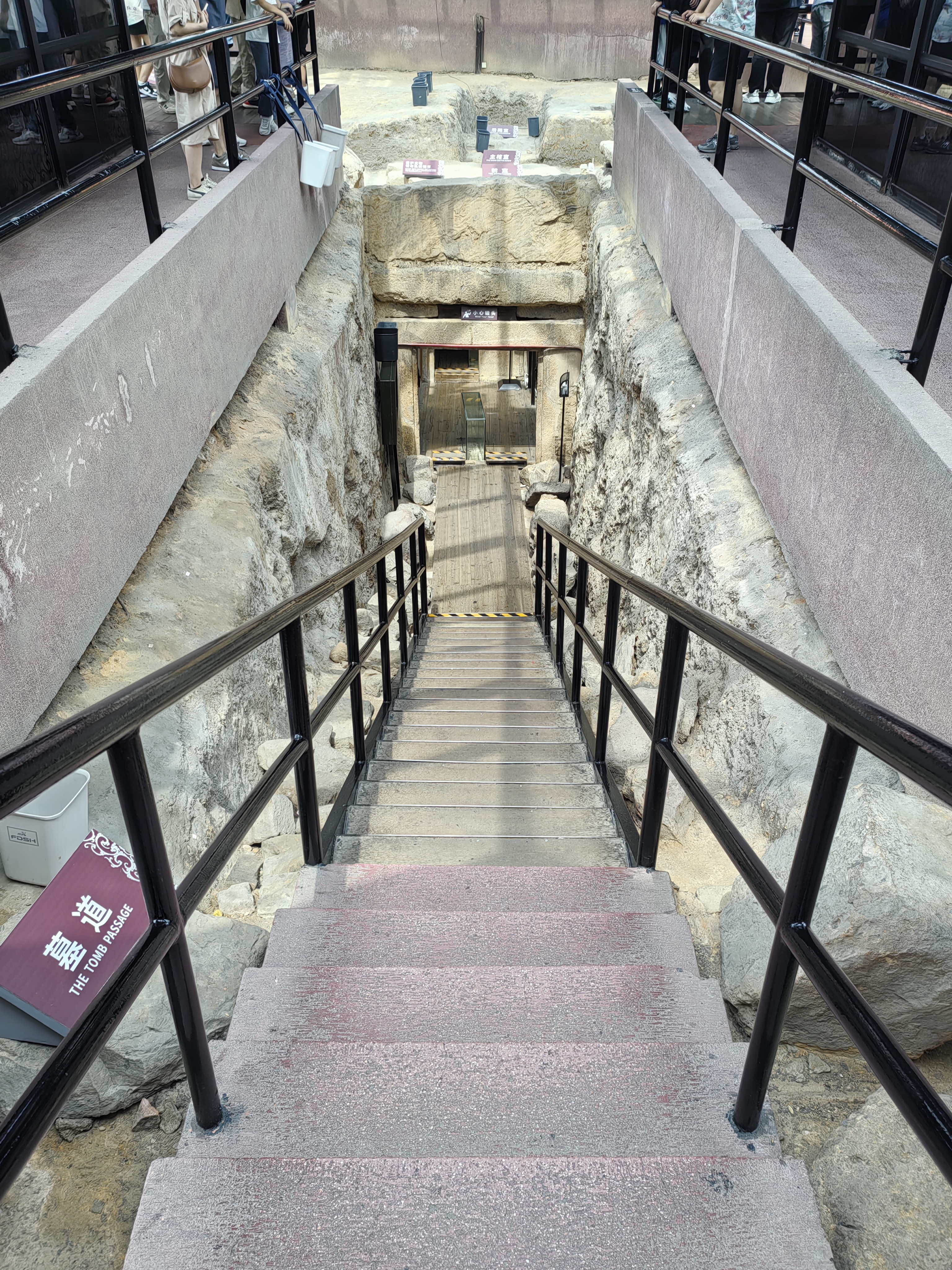
墓道

南越文王墓，又称为南越王墓，南越国第二代君主赵眜（《史记》称为赵胡）的陵墓。赵眜是南越国第一代君王赵佗之孙，号称“南越文帝”，公元前137年至前122年在位。南越王墓是岭南地区已发现的陵墓当中，规模最大，随葬品最多，墓主人身份最高的陵墓，该墓出土的陪葬品文帝行玺金印更是在現代中国疆域內出土的第一枚帝印。
墓址位于現今中华人民共和国广东省广州市越秀公园西侧海拔49.7米的小丘象岗山上，1983年被发现，后來建成“南越王博物院王墓展区”以作保护，是全国重点文物保护单位。

## 历史
秦朝末年，中原陷入了“楚汉相争”的混乱状态。公元前203年，南海郡尉赵佗起兵兼并桂林郡和象郡，以番禺为都城（今广州市）在岭南地区建立南越国。公元前196年，赵佗臣服于已建立西汉政权的汉高祖刘邦，成为汉朝的藩属国。
公元前137年，赵佗去世，其位由次孙赵眜继承，成为第二代南越王，号称“南越文帝”。赵眛在位12年后于公元前125年去世，其位传给赵婴齐。赵眜死后陵墓建在南越国都城番禺内，即是现在的“南越王墓”。
1916年，人们在广州城东东山庙附近的龟岗发现了一座西汉早中期的木椁墓，长期以来被误认为是南越文王赵眜墓。直到1983年8月象岗大墓中“文帝行玺”金印等的发现，证明了这才是真正的赵眜墓。

## 发掘
1980年代初，广东省人民政府办公厅决定在象岗兴建宿舍大楼，经过三年的施工，到1983年6月时，原来海拔49.7米的象岗已被推土机削低到设计图纸所要求的海拔32米，并推出了一块5000多平方米的平地。6月8日，建筑工人在这块平地上挖掘大楼的基础墙坑时，挖到了一块块整齐的大石板，这些石板长近3米，宽为1米多，厚约0.5米，透过石板的缝隙可见下面有一座地下建筑，该工地的负责人到现场查看后，怀疑是一座古墓，于是下令停工，并打电话向广州市文物管理委员会报信。6月9日，广州市文物管理委员会的考古学家麦英豪带领三位同事前往工地，他们透过石板的缝隙看到古墓的地面上有楚式铜鼎、越式陶器，以及墓室石墙上朱墨两色彩绘的云气纹，初步判定其为西汉早期的南越国墓葬。6月10日，在麦英豪的指派下，广州市文物管理委员会考古队队员黄淼章从石板间的缝隙利用一根长竹竿滑入墓室的前室察看，他在前室提取了一件大玉璧，东耳室提取了一件铜钟，西耳室提取了一个陶罐的盖子后返回地面进行鉴定。6月11日，广州市文物管理委员会考古队对古墓的顶盖进行清理，将墓坑周边的界线全部找出，发觉墓坑是呈“士”字形。同日，广州市文物管理委员会将在象岗山上发现古墓的情况逐级上报给广东省文物管理委员会和国家文物局。6月20日，麦英豪等人前往国家文物局和中国社会科学院考古研究所详细汇报情况，再由文化部和中国社会科学院联名上报至国务院。6月24日，国务院总理赵紫阳和副总理田纪云批示同意发掘象岗发现的大型汉墓。7月1日，国家文物局决定，由中国社会科学院考古研究所、广州市文物管理委员会和广东省博物馆三方联合组成象岗汉墓发掘队，任命麦英豪为队长，中国社会科学院考古研究所研究员黄展岳、广东博物馆研究馆员杨式挺为副队长。:3-32:23:230-231
8月25日，象岗汉墓的发掘工作正式开始，首先是用吊机和人力清理斜坡墓道的填石和填土，清理完毕后发现在墓门前有外藏椁，外藏椁和墓道上均有一名殉人，墓门因为被斜坡墓道的填石挤压而呈现出半开状态，发掘队员在清理外藏椁时发现戳印有“长乐宫器”的大陶瓮，据此推测墓主的身份很高。8月26日，发掘队员从半开的墓门进入前室进行录像和拍照，并确定了前室的发掘方案。在往后的几天里，他们将前室已露出的器物草测出平面分布图后先移走，然后在前室用几十个装木屑的小麻袋堆砌成的柱形方堆托住上方已错位的顶盖石板，方便下一步将石板吊离。9月1日，吊机将墓门上方的门额石板、前室顶盖石板、两块墓门板逐一吊离。在清理前室时，发现一名殉人，随葬有一枚鱼纽铜官印，上刻有“景巷令印”四字，据此推断该殉人为南越国掌管后宫家事的宦官。前室清理完毕后，同日开始清理东、西两个耳室。西耳室是各种器具的库藏室，堆满器物，铜鼎、铜勺、陶鼎等一笥一笥地排列在过道处，室内器物堆积厚度一般都有25-32厘米，让人无法进入。为了不扰乱器物之间原有关系，发掘队采取了搭建低空操作平台的悬空发掘方法对器物分了三层进行清理。至9月13日，西耳室清理工作完成，清理出数量繁多的饮食器具、铜铁工具、武备器具、铜车马饰具、乐器、文具、医药器具、织物服饰等。东耳室顶部有一块大石板塌了下来，因为东耳室是挖洞之后，再砌石墙和加盖顶板的，所以必须先把室顶上方的原生岩层挖开，才能处理这块塌掉的大石板。于是9月1日开始动工开挖，9月3日终于把塌落的顶盖大石板吊离。至9月7日，东耳室清理工作完成，这里是存放宴乐用器之室，在这里出土了成套的编钟、编磬和各色的贮酒器具，以及一名殉人。在其中出土的一件句鑃上铭刻有“文帝九年 乐府工造 第五”字样，可以推测出墓主很大可能是南越国第二代王，或他同时代的贵族。:33-58

## 墓葬

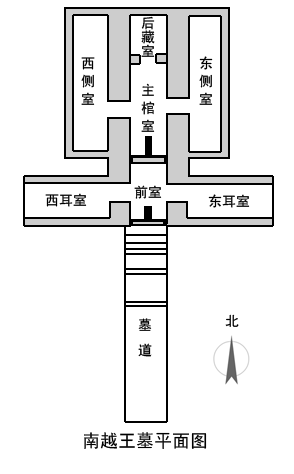
南越王墓平面图

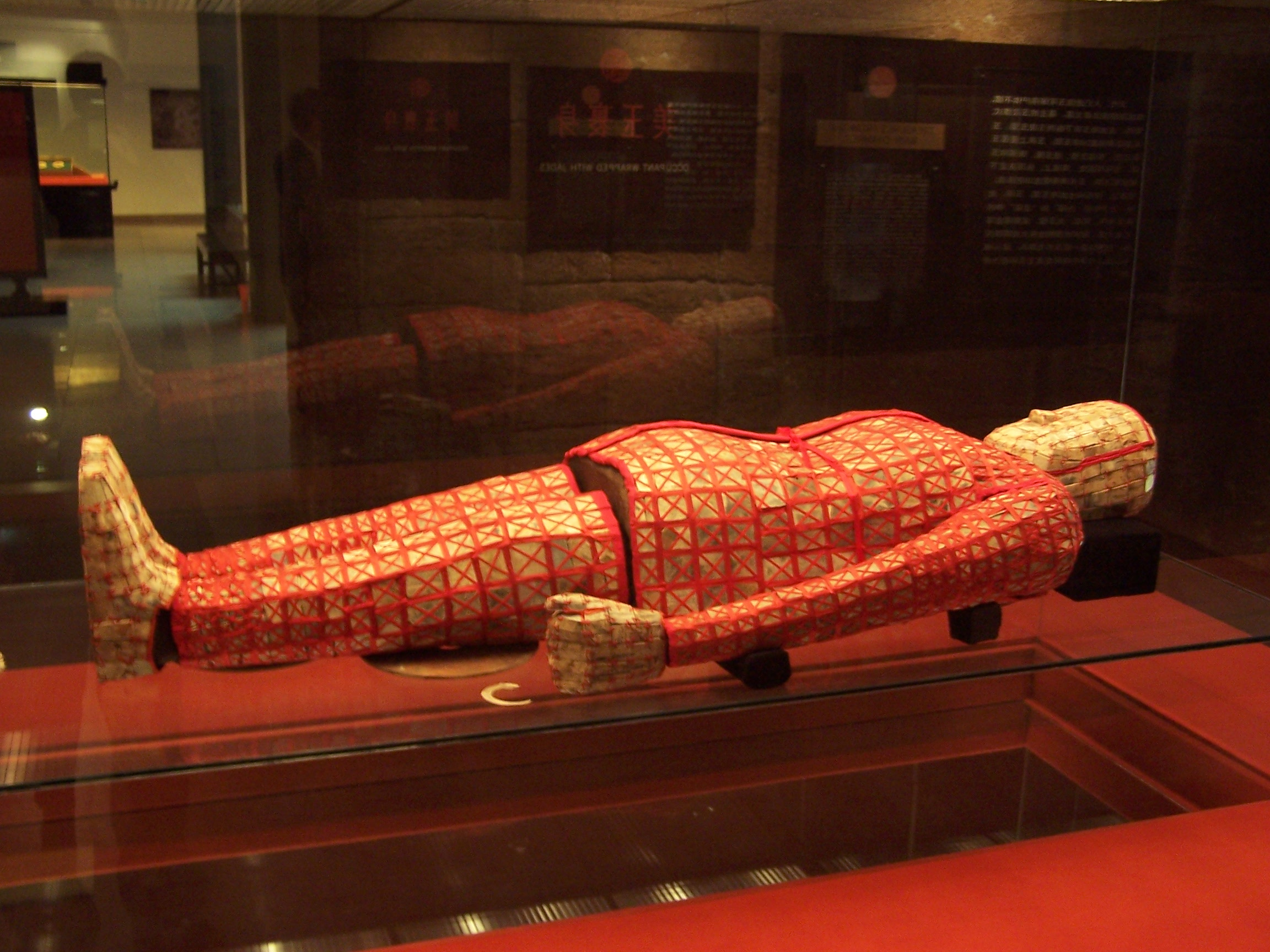
丝褛玉衣

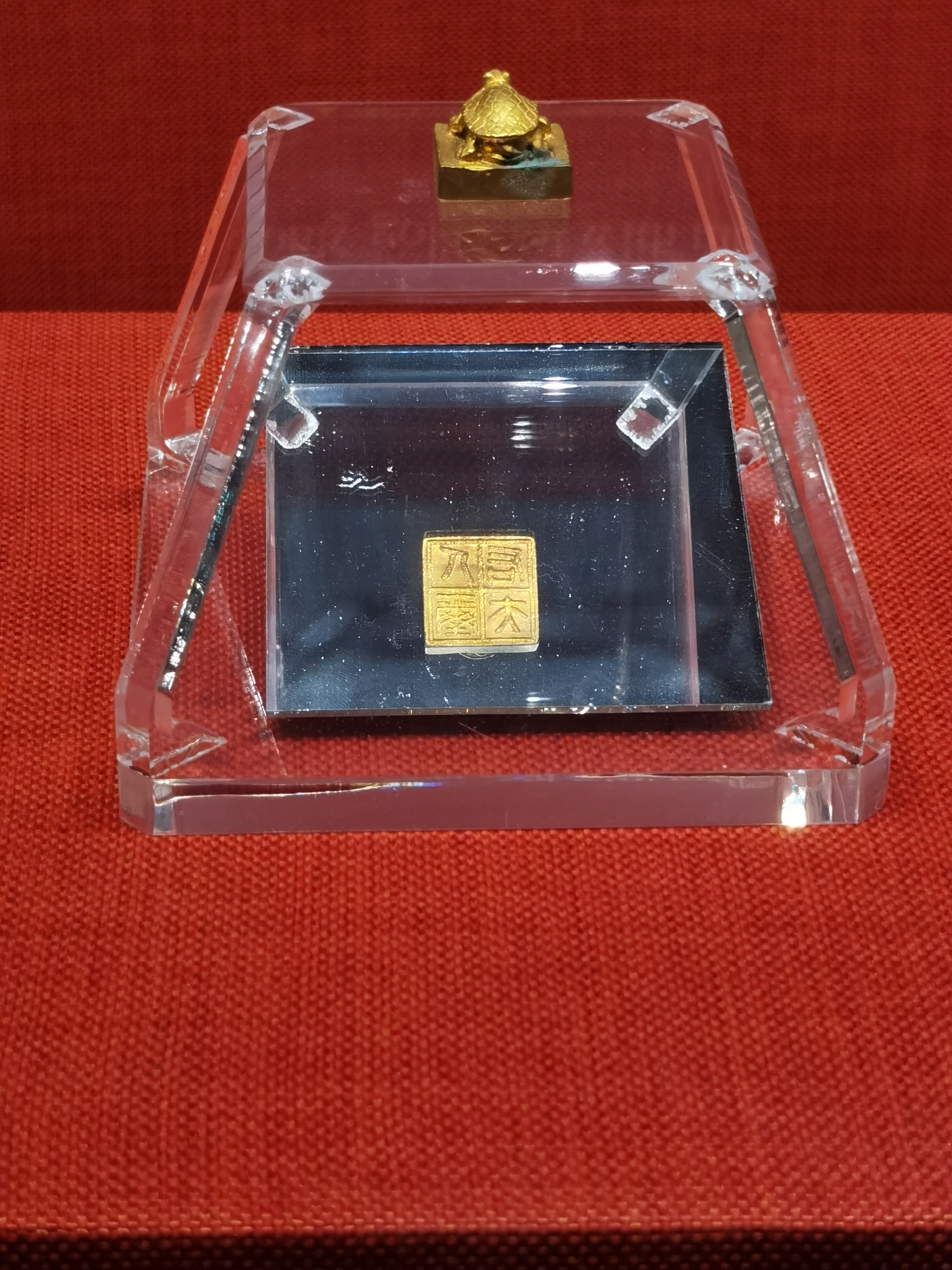
“右夫人玺”金印

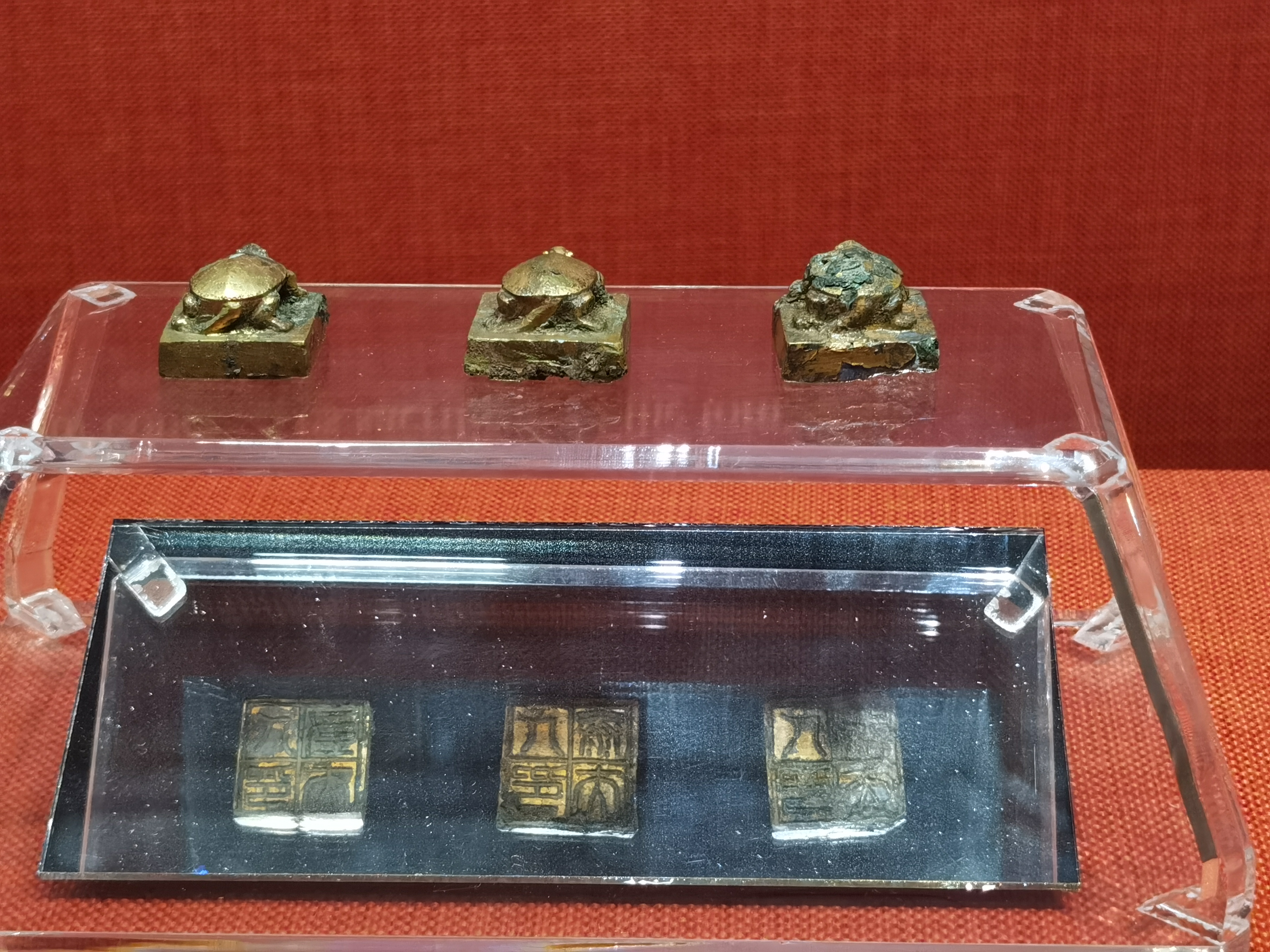
“左夫人印”、“泰夫人印”以及“□夫人印”鎏金铜印

### 墓室
南越王墓是凿山建造的，在广州市解放北路的象岗山上凿入20米深的地方，用750多块的红砂岩筑成。整个陵墓坐北朝南，成“士”字形平面，面积在100平方米左右，仿照“前堂后寝”的形制由七个墓室构成，前面三室分别为前室和东、西耳室，后面四室为主棺室、东西侧室和后藏室。
- 墓室前部前室的四壁和顶上绘有朱、墨两色云纹图案，象征朝堂。
- 东耳室放饮宴用器，西耳器放兵器车马和珍宝等。
- 墓主居于后部的主棺室、以一棺一椁入殓，身着丝缕玉衣，两侧有10把铁剑，9枚印鉴，其中一枚是"文帝行玺"的金印。
- 东侧室是4个姬妾的殉葬室，西侧室为7个厨役的殉葬室。
- 后藏室为食物储藏室。

### 随葬品
陵墓内共出土随葬品1000多件，包括金器、银器、铜器、铁器、陶器、玉器等，殉葬者15人，是岭南地区已发现的陵墓当中，规模最大，随葬品最多，墓主人身份最高的陵墓。其中丝缕玉衣和“文帝行玺”的金印最为珍贵，而殉葬者最为令人惊心。
- 文帝行玺金印：由黄金铸成，印钮为盘曲的游龙，印面刻有小篆阴文的“文帝行玺”四字，是中国考古发掘出土的第一枚帝印。
- 丝缕玉衣：共用2291块玉片用朱红色丝带穿系而成，是中国发掘出土的年代最早的丝缕玉衣，比河北中山靖王刘胜的金缕玉衣还要早10年。
- 殉葬者：共有15人，除了东侧室有4名姬妾、西侧室有7名厨役之外，还在前室发现1名“景巷令”、在东耳室发现1名乐伎、在墓道发现1名卫士和1名车夫。这些殉人都是赵眜的宠妃和身边近待，多数是被击砸后脑致死，其状非常惨烈。
- 右夫人玺“金印”，赵蓝“象牙印”，“左夫人印”、“泰夫人印”以及“□夫人印”鎏金铜印：出土于东侧室，为赵眜殉葬姬妾的随葬品之一。其中”右夫人玺“金印以龟为钮并且其印称为玺，暗示其地位高于其他的后宫姬妾。

## 西汉南越王博物馆
南越王博物院王墓展区是南越王墓被发掘之后，为了保护南越王墓，而在原址建立起来的遗址博物馆，设计人莫伯治和何镜堂是岭南派建筑师的代表。

## 学术价值
南越国由于地处西汉疆土的最南方，虽然是西汉的藩属国，但更像一个独立的王国。关于南越国的历史，《史记》和《汉书》等史书都有记载，但内容非常简陋。南越王墓的发掘，对于了解南越国的历史和当时岭南地区的情况都提供了非常宝贵的资料。

## 关联条目
- 赵眜
- 南越国
- 西汉南越王博物馆